# Anatolij Firsov
Anatolij Vasil'evič Firsov (in russo Анатолий Васильевич Фирсов?; Mosca, 1º febbraio 1941 – Mosca, 24 luglio 2000) è stato un hockeista su ghiaccio sovietico, dal 1991 russo.

## Palmarès

### Olimpiadi invernali
- Oro a Innsbruck 1964.
- Oro a Grenoble 1968.
- Oro a Sapporo 1972.

### Mondiali
- Oro a Innsbruck 1964.
- Oro a Tampere 1965.
- Oro a Lubiana 1966.
- Oro a Vienna 1967.
- Oro a Grenoble 1968.
- Oro a Stoccolma 1969.
- Oro a Vienna 1970.
- Oro a Berna 1971.